# Eduardo Chávez Ramírez
Eduardo José Agustín Chávez Ramírez (6 de mayo de 1898 – 28 de mayo de 1982) fue un ingeniero y político mexicano experto en materia de irrigación, titular de la Secretario de Recursos Hidráulicos durante el sexenio de Adolfo Ruiz Cortines. 
Egresado de la Escuela Nacional de Ingeniería de la Universidad Nacional Autónoma de México, formó parte de la Comisión Nacional de Irrigación y dirigió las labores de rectificación del cauce del Río Bravo en Ciudad Juárez además de obras de irrigación en Matamoros, Tamaulipas; además se dedicó a diversas obras de electrificación y ocupó la presidencia de la Comisión Nacional de Ingeniería de la entonces Secretaría de Bienes Nacionales, y posteriormente se desempeñó al frente de las Comisiones del Tepalcatepec y del Papaloapan, primeros grandes proyectos de irrigación agrícola en la década de 1940, y a partir del 1 de diciembre de 1952 se desempeñó como Secretario de Recursos Hidráulicos, durante casi todo el gobierno de Adolfo Ruiz Cortines, hasta que renunció a principios de 1958.

## Biografía

### Ancestros
Eduardo Chávez estaba emparentado con grandes personajes de la historia mexicana del siglo XIX. Su abuelo fue José María Chávez Alonso, un político del siglo XIX que fue ejecutado por orden del Emperador Maximiliano en 1864. Era bisnieto de Marcelino Castañeda (1800-1887), quien fue un político conservador, gobernador de Durango en dos periodos, magistrado del Tribunal Supremo de Justicia de la Nación, dos veces ministro de Justicia y Negocios Eclesiásticos con el presidente José Joaquín de Herrera y diputado al Congreso Constituyente de 1857.
Era nieto por vía materna del periodista, novelista y poeta Manuel Ramírez Aparicio (1832-1887); sobrino del filósofo Ezequiel A. Chávez (1868-1946), y pariente de la introductora del sistema de jardines de niños en México la maestra Estefanía Castañeda Núñez de Cáceres (1872-1973).

### Familia y estudios
Nació en la Ciudad de México. Fue hijo del ingeniero eléctrico Manuel Agustín Chávez Pedroza (1856-1902), secretario de Telecomunicaciones e inventor de un modelo de arado empleado por Estados Unidos, y de Juvencia Estefanía Ramírez Aparicio (1864-1937), una consumada pianista, maestra y directora de la Escuela Normal para Señoritas en 1910. Su padre murió cuando tenía cuatro años de edad. Su familia pasaba las vacaciones en lugares como Tlaxcala, Michoacán, Guanajuato, Oaxaca, y otros lugares donde la herencia cultural prehispánica era muy fuerte. Su bautizo tuvo lugar el 29 de mayo de 1896 en el Sagrario Metropolitano de la Ciudad de México.
Su hermano menor fue el músico Carlos Chávez. Sus otros hermanos fueron Néstora (1887-1979), Isabel (1889), Manuel (1891), y Estefanía (1893-1942).
Hizo sus estudios básicos y elementales en la Ciudad de México. Estudió en la Escuela Nacional Preparatoria entre 1912 y 1916, tiempo en el que se unió a las fuerzas armadas de Venustiano Carranza durante la Revolución Mexicana. Impartía clases nocturnas de dibujo durante su época de estudiante. Se matriculó en la Facultad de Ingeniería de la UNAM, donde se recibió en 1922.

### Carrera política
Trabajó en la Comisión Nacional de Irrigación, donde ingresó en 1926, dedicándose a establecer sistemas de riego en Río Grande. Fue ingeniero del Departamento de Obras Públicas en 1933. Chávez colaboraría en cientos de proyectos de irrigación e hidroeléctrica entre 1933 y 1952.
En octubre de 1935,  Chávez fue comisionado por el presidente Lázaro Cárdenas construir en Matamoros un dique para prevenir los problemas de inundaciones provocadas por el Río Bravo. Posteriormente, Chávez propuso al gobierno cardenista crear la comisión descentralizada para el Distrito de Riego del Río Bravo, misma que presidió entre 1936 y 1942.
En sus gestiones se efectuó la construcción de la presa el Retamal. Dicho proyecto dio posibilidades de aumentar la producción agrícola, por lo que trajo personas de Nuevo León a habitar el lugar. Muchos residentes se establecieron en zonas aledañas a Matamoros. Chávez rescató el derecho internacional de México para hacer uso de las aguas del Río Bravo para la irrigación agrícola.
Chávez estableció el sistema de riego en la región n.º 25 del Bajo Río Bravo, algo que le dio prosperidad a sus habitantes y a los agricultores, formándose ejidos y colonias agrícolas, logrando la repatriación de los jornaleros emigrados en Estados Unidos.
Los conocimientos de Chávez sobre la región y el tratado de aguas entre México y Estados Unidos, propiciaron a que el ingeniero Eduardo Chávez tuviera la oportunidad de construir la presa Falcón y la presa La Amistad.
Fue subjefe del Departamento de Organización de Sistemas de Irrigación y presidente de la Comisión de Ingeniería de la Secretaría de Patrimonio Nacional en 1947. Se desempeñó como secretario de la Comisión Papaloapan entre 1947 y 1950; luego fue designado secretario ejecutivo de la Comisión Tepalcatepec, cargo en el que laboró entre 1950 y 1952. Entre sus obras también destacan los proyectos que realizó contra las inundaciones en Tampico, la dotación de agua a muchas ciudades, la desalación de Río Colorado, la desecación de los pantanos de Tabasco y la invención de una máquina para extraer hule.

### Secretario de Recursos Hidráulicos, 1952-1958
Fue secretario de Recursos Hidráulicos durante la presidencia de Ruiz Cortines, cargo que asumió el 1 de diciembre de 1952 y que dejaría el 25 de abril de 1958, fecha en que renunció por ciertas fricciones políticas que tuvo con el presidente. Bajo su dirección se construyó el sistema de riego del Río Fuerte en Sinaloa, y se inauguró la presa Falcón en octubre de 1953.

### Muerte
Murió en su residencia de la Ciudad de México el 28 de mayo de 1982 a causa de un paro cardiaco. En 1928 contrajo nupcias con Margarita Barragán, unión de la que nacieron cinco hijos: Margarita, Estefanía, Lucrecia, Carlos Antonio y Manuel.
El Archivo General de la Nación de México resguarda su acervo que contiene diversos estudios, análisis, proyectos y planes relativos a su trayectoria laboral además de que contiene documentos relativos a su vida particular.

## Homenaje
En Tamaulipas, es apreciado el nombre de Eduardo Chávez, quien al hacer trabajos para pasar agua del Río Bravo a tierras tamaulipecas, se estableció en la colonia agrícola 18 de marzo en Matamoros, que más adelante se convertiría en la ciudad de Valle Hermoso, Tamaulipas. 
Cabe mencionar, que en la Avenida Lázaro Cárdenas, la avenida principal, esta una estatua del mismo por su colaboración para la consolidación de Valle Hermoso.
En el municipio de Cárdenas (estado Tabasco), una localidad de 2182 habitantes lleva su nombre.